# Middenveld (dingspel)

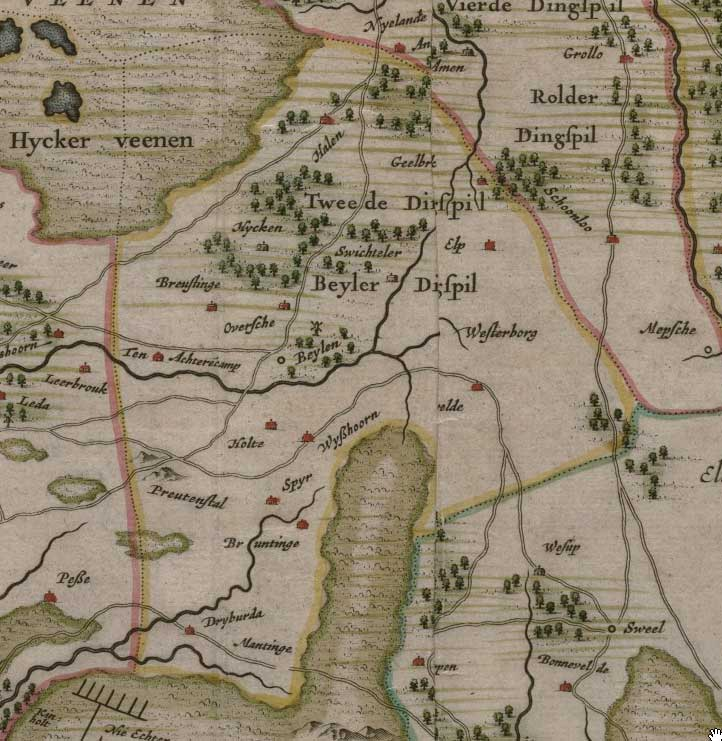
Het Tweede dingspel of Beyler dingspel op de kaart van Drenthe door Cornelis Pijnacker (1634)

Middenveld was het tweede van de zes dingspelen waarin de Nederlandse provincie Drenthe van oudsher was verdeeld. Plaatsen als Westerbork en Beilen behoren ertoe. Beilen was de hoofdplaats van het dingspel. Het dingspel werd ook wel aangeduid met de naam Beilerdingspel.
Na de restauratie van de Jacobuskerk van Rolde ontwierp de Limburgse glazenier Joep Nicolas nieuwe gebrandschilderde ramen voor deze kerk. Zes van deze glazen geven de Drentse dingspelen weer, waaronder het Beilerdingspel.